# Alàs i Cerc
Alàs i Cerc è un comune spagnolo di 400 abitanti situato nella comunità autonoma della Catalogna.